# کرم رایانه‌ای بلستر
کرم رایانه‌ای بلستر (به انگلیسی: Blaster) (همچنین شناخته‌شده با نام‌های Lovsan, Lovesan, MSBlast) نوعی کرم رایانه‌ای بود که در سیستم‌عامل‌های مایکروسافت ویندوز اکس‌پی و ویندوز ۲۰۰۰  در اوت ۲۰۰۳ اجرا میشد.
این کرم رایانه‌ای معمولاً بعد از ۶۰ ثانیه باعث بازراه‌اندازی سیستم‌عامل می‌باشد.
این کرم دارای دو پیغام می‌باشد که عبارت‌اند از:
پسرم من فقط می خواهم بگویم که تو را دوست دارم!!
و به همین دلیل به آن ویروس لاوسان (Lovsan یا Lovesan) هم می‌گویند.
بیلی گیتس، چرا این را دست یافتنی می کنی؟ از پول درآوردن دست بکش و نرم‌افزارت را درست کن!!
که این پیغام به شخص بیل گیتس اشاره دارد.

## مسائل فنی
این ویروس به کاربر پیغام زیر را نمایش می‌دهد:
Windows must now restart because the Remote Procedure Call
(RPC) Service terminated unexpectedly.
اما می‌توان از بازراه‌اندازی ویندوز جلوگیری کرد و برای این کار اعمال زیر انجام می‌دهیم:
- از منوی شروع گزینه اجرا (Run) را اجرا می‌کنیم.
- در آن "shutdown -a" را وارد می‌کنیم و Enter را می‌زنیم.